# سفارة أوكرانيا في قطر
سفارة أوكرانيا في قطر هي أرفع تمثيل دبلوماسي لدولة أوكرانيا لدى قطر تقع السفارة في الدوحة وهي تهدف لتعزيز المصالح الأوكرانية في قطر.

## وصلات خارجية
- الموقع الرسمي
- قائمة سفارات أوكرانيا
- قائمة السفارات في قطر